# Juniorvärldsmästerskapen i friidrott
Junior-VM i friidrott (engelska: IAAF World U20 Championships in Athletics, före december 2015 IAAF World Junior Championships in Athletics) är ett världsmästerskap för ungdomar som är 19 år eller yngre den 31 december det år mästerskapet arrangeras.
Mästerskapen anordnas vartannat år, med världsfriidrottsorganisationen IAAF som arrangör. Det första mästerskapet hölls år 1986.

## Mästerskap
| Nr | År   | Stad       | Land       | Datum             | Stadion                              |
| -- | ---- | ---------- | ---------- | ----------------- | ------------------------------------ |
| 1  | 1986 | Aten       | Grekland   | 16–20 juli        | Atens Olympiastadion                 |
| 2  | 1988 | Sudbury    | Kanada     | 27–31 juli        | Laurentian University Stadium        |
| 3  | 1990 | Plovdiv    | Bulgarien  | 8–12 augusti      | Deveti Septemvri Stadium             |
| 4  | 1992 | Seoul      | Sydkorea   | 16–20 september   | Seouls Olympiastadion                |
| 5  | 1994 | Lissabon   | Portugal   | 20–24 juli        | Estadio Universitario de Lisbon      |
| 6  | 1996 | Sydney     | Australien | 20–25 augusti     | Sydney International Athletic Centre |
| 7  | 1998 | Annecy     | Frankrike  | 28 juli–2 augusti | Parc des Sports                      |
| 8  | 2000 | Santiago   | Chile      | 17–22 oktober     | Estadio Nacional de Chile            |
| 9  | 2002 | Kingston   | Jamaica    | 16–21 juli        | Independence Park                    |
| 10 | 2004 | Grosseto   | Italien    | 12–18 juli        | Stadio Olimpico Comunale             |
| 11 | 2006 | Peking     | Kina       | 15–20 augusti     | Chaoyang Sport Centre                |
| 12 | 2008 | Bydgoszcz  | Polen      | 8–13 juli         | Zdzisław Krzyszkowiak Stadium        |
| 13 | 2010 | Moncton    | Kanada     | 19–25 juli        | Moncton 2010 Stadium                 |
| 14 | 2012 | Barcelona  | Spanien    | 10–15 juli        | Estadi Olímpic Lluís Companys        |
| 15 | 2014 | Eugene     | USA        | 22–27 juli        | Hayward Field                        |
| 16 | 2016 | Bydgoszcz  | Polen      | 19–24 juli        | Zdzisław Krzyszkowiak Stadium        |
| 17 | 2018 | Tammerfors | Finland    | 10–15 juli        | Tammerfors stadion                   |
| 18 | 2021 | Nairobi    | Kenya      | 17–22 augusti     | Moi International Sports Center      |
| 19 | 2022 | Cali       | Colombia   | 1–6 augusti       | Estadio Olímpico Pascual Guerrero    |
| 20 | 2024 | Lima       | Peru       | 26–31 augusti     | Estadio Nacional del Perú            |